# The Weakness of Strength
The Weakness of Strength er en amerikansk stumfilm fra 1916 af Harry Revier.

## Medvirkende
- Edmund Breese som Daniel Gaynor.
- Clifford Bruce som Bill Jackson.
- Ormi Hawley som Mary Alden.
- Evelyn Brent som Bessie Alden.
- Florence Moore som Bessie.